# RPM (revistă)
RPM a fost o publicație canadiană din industria muzicii care publica mai multe clasamente legate de cântece și albume de pe piața canadiană. Publicația a fost fondată de Walt Grealis în februarie 1964 și a fost susținută de deținătorul unei case de discuri, Stan Klees. 
RPM vine de la „Records, Promotion, Music” (română Înregistrări, Promovare, Muzică). De-a lungul timpului, revista a avut mai multe denumiri, precum RPM Weekly, RPM Magazine. RPM a publicat mai multe clasamente, printre care Top Singles (toate genurile), Adult Contemporary, Dance, Urban, Rock/Alternativ și Top Country Tracks. Pe 21 martie 1966, RPM și-a extins clasamentul Top Singles de la 40 la 100 de locuri.